# Menjagrà d'aiguamoll
El menjagrà d'aiguamoll (Sporophila palustris) és un ocell de la família dels tràupids (Thraupidae).

## Hàbitat i distribució
Habita pastures de les terres baixes des del centre de Paraguai cap al sud, fins al sud de Uruguai i nord-est de l'Argentina.